# Kieran O'Hara
Kieran O'Hara (Mánchester, Inglaterra, Reino Unido, 22 de abril de 1996) es un futbolista irlandés. Juega como guardameta y se encuentra sin equipo.

## Trayectoria
Comenzó su carrera en el Urmston Town, un club local, mientras asistía a la Ashton-on-Mersey School and Sixth Form.
Se unió al Manchester United el 1 de julio de 2012, después de haber representado al club en la Aegon Future Cup a principios de año. Al llegar a la final antes de perder ante el Ajax de Ámsterdam en los penaltis, el portero se comprometió a convertirse en un estudiante de la Academia sub-17, trabajando con el entrenador sub-18 Paul McGuinness.
Sus posibilidades fueron limitadas en la primera temporada con el equipo juvenil, y pronto se le dio en préstamo para que tenga más experiencia con el Trafford a lo largo de la temporada 2013-14. A su regreso, y habiendo enfrentado su primer duelo en el fútbol profesional, fue promovido al equipo sub-21.
A pesar de su continua dificultad en entrar en el XI inicial, con Joel Castro Pereira siendo el portero preferido, firmó un acuerdo profesional con los Red Devils en el verano de 2014.
Haciendo una sola aparición para los Sub-21, pronto se enfrentó a nuevos retos en cesiones en un intento por impresionar a los entrenadores de Old Trafford. Después de un préstamo de un mes con el A.F.C. Fylde, campeón de la Conference North, Recibió su primera oportunidad con el United en el último partido de la temporada de la sub-21 Premier League. Después de 15 juegos como un sustituto sin entrar en ningún encuentro, completó 90 minutos en una derrota por 3-1 ante el Manchester City, con su equipo ya coronado campeón de liga.
Optó por un fútbol competitivo de nuevo durante la temporada 2015-16, y completó una cesión de un mes al Morecambe, club de la League Two, en el verano. Posteriormente estuvo otro mes en préstamo en el Stockport County de la National League North en noviembre, antes de regresar el 12 de enero al Morecambe por el resto de la temporada.
Después de no haber hecho ninguna aparición competitiva en el primer equipo con los Shrimps, hizo su debut profesional en una derrota por 3-1 ante los líderes de la liga el Northampton Town el 23 de enero de 2016.
El 15 de agosto de 2018 se unió al Macclesfield Town de la League Two en cesión para la temporada 2018-19.
Abandonó el Manchester United una vez finalizó su contrato el 30 de junio de 2020.
En septiembre regresó al Burton Albion F. C., equipo en el que ya había jugado la temporada anterior. En noviembre del año siguiente abandonó temporalmente el club tras ser cedido al Scunthorpe United F. C. durante siete días, alargándose posteriormente la cesión una semana más. Se acabó desvinculando del Burton Albion a finales de enero de 2022 y se unió al Fleetwood Town F. C. En este equipo estuvo hasta final de temporada, incorporándose la siguiente al Colchester United F. C.
En julio de 2023 partió para Escocia después de fichar por el Kilmarnock F. C. Dejó el club después de dos temporadas al expirar su contrato.

## Selección nacional
Puede jugar para la República de Irlanda a través de sus abuelos paternos.